# C. Robert Cargill
C. Robert Cargill, född 1975, är en amerikansk manusförfattare. Han har ofta samarbetat med regissören Scott Derrickson.

## Filmografi (i urval)
- 2012 – Sinister
- 2016 – Doctor Strange
- 2021 – The Black Phone